# Иво Славчев
Иво Славчев (роден на 21 януари 1968 г.) е бивш български футболист, полузащитник. Играл е за Миньор (Перник), Локомотив (София), ЦСКА (София), Славия (София), Марек (Дупница) и Академик (Свищов). Общо има 278 мача и 29 гола в А група.

## Биография
Родом от Перник, Славчев е възпитаник на школата на местния Миньор. Привлечен е в първия състав през сезон 1985/86 в Б група. Дебютира при гостуване на Септемврийска слава, което завършва 3:3. До края на сезона изиграва общо 12 мача. През следващата кампания вече е основен играч, а „чуковете“ завършват на първо място и печелят промоция за А група.
През есента на 1987 г. е титуляр в състава на България на световното юношеско първенство в Чили, където отборът достига до четвъртфиналите. Играе и в четирите мача на тима, като бележи и един гол – за победата с 2:0 срещу Саудитска Арабия в груповата фаза. Общо има на сметката си 10 участия с 3 гола за юношеския национален отбор и 28 мача с 3 гола за младежкия национален отбор.
През лятото на 1992 г. Славчев преминава в Локомотив (София), където играе през следващите 4 години. С отбора печели Купата на България през сезон 1994/95, като той играе 90 минути във финала срещу Ботев (Пловдив) (4:2) на 27 май 1995 г. През есента на същата година дебютира в евротурнирите. Изиграва 3 мача и вкарва един гол за Локомотив в КНК. Разписва се при победата с 2:0 срещу северноирландския Дери Сити на 24 август 1995 г.
През юни 1996 г. Славчев е привлечен в ЦСКА (София). С „армейците“ печели дубъл през сезон 1996/97, като записва 20 мача с 2 гола в А група. Взема участие и във финала за купата на 28 май 1997 г., в който е постигната победа с 3:1 срещу Левски (София). За 3 години изиграва общо 68 официални срещи за ЦСКА и бележи 9 гола – 47 мача със 7 гола в А група, 12 мача за Купата на България, 1 мач с 1 гол за Купата на ПФЛ, както и 8 мача с 1 гол в евротурнирите (4 мача с 1 гол в Интертото, 2 мача в Шампионската лига и 2 мача в Купата на УЕФА).
През лятото на 1999 г. преминава в Славия (София) (6 мача в А група), а през януари 2000 г. се завръща в Миньор, като помага на родния си клуб да се спаси от изпадане. В края на кариерата си играе в Б група за Марек (Дупница) и Академик (Свищов).

## Статистика по сезони
Включени са само мачовете за първенството
| Сезон    | Отбор          | Първенство | Мачове | Голове |
| -------- | -------------- | ---------- | ------ | ------ |
| 1985/86  | Миньор         | Б група    | 12     | 0      |
| 1986/87  | Миньор         | Б група    | 34     | 1      |
| 1987/88  | Миньор         | А група    | 19     | 1      |
| 1988/89  | Миньор         | А група    | 28     | 2      |
| 1989/90  | Миньор         | Б група    | 33     | 9      |
| 1990/91  | Миньор         | А група    | 30     | 3      |
| 1991/92  | Миньор         | А група    | 30     | 2      |
| 1992/93  | Локомотив (Сф) | А група    | 28     | 2      |
| 1993/94  | Локомотив (Сф) | А група    | 27     | 4      |
| 1994/95  | Локомотив (Сф) | А група    | 27     | 4      |
| 1995/96  | Локомотив (Сф) | А група    | 28     | 4      |
| 1996/97  | ЦСКА           | А група    | 20     | 2      |
| 1997/98  | ЦСКА           | А група    | 14     | 3      |
| 1998/99  | ЦСКА           | А група    | 13     | 2      |
| 1999/ес. | Славия         | А група    | 6      | 0      |
| 2000/пр. | Миньор         | А група    | 8      | 0      |
| 2000/01  | Марек          | Б група    | ?      | ?      |
| 2001/02  | Академик (Св)  | Б група    | ?      | ?      |
| 2002/03  | Академик (Св)  | Б група    | ?      | ?      |

## Успехи
Локомотив (София)
- Купа на България –  Носител: 1994/95

ЦСКА (София)
- А група –  Шампион: 1996/97
- Купа на България –  Носител: 1996/97